# Zisterzienserinnenkloster Llanllugan

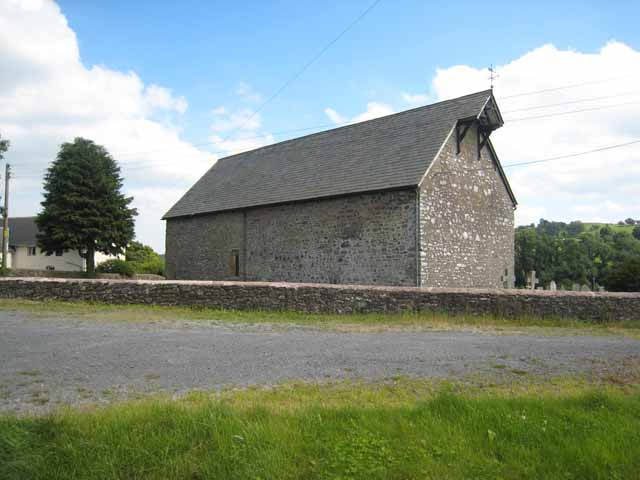
Die ehemalige Klosterkirche St Mary’s in Llanllugan

Das Zisterzienserinnenkloster Llanllugan war von ca. 1188 bis 1536 ein Kloster der Zisterzienserinnen in Llanllugan, Powys, in Wales.

## Geschichte
Maredudd ap Rhobert, Lord of Cydewain (* 1145), stiftete um 1188 westlich Welshpool das Nonnenkloster Virgin Mary (Jungfrau Maria), das unter der Aufsicht der Abtei Strata Marcella stand und 1536 aufgelöst wurde. Das Kloster gehörte zur Diözese St Asaph. Es ist Gegenstand eines berühmten Gedichtes des walisischen Dichters des 14. Jahrhunderts, Dafydd ap Gwilym (Titel: Cyrchu Lleian). Richard of Shrewsbury, 1. Duke of York war im 15. Jahrhundert Gönner des Klosters. Auf ihn gehen wahrscheinlich die auf 1453 datierten bedeutenden Glasfenster zurück, von denen Reste in der örtlichen Marienkirche vorhanden sind. Die Kirche ist der einzige bauliche Überrest des Klosters.

### Oberinnen (Auswahl)
- 1524: Gollebred vergh LLn’ap Johns (Golubritt).
- 1536: Rose Lewis